# Valmiki-Pratibha

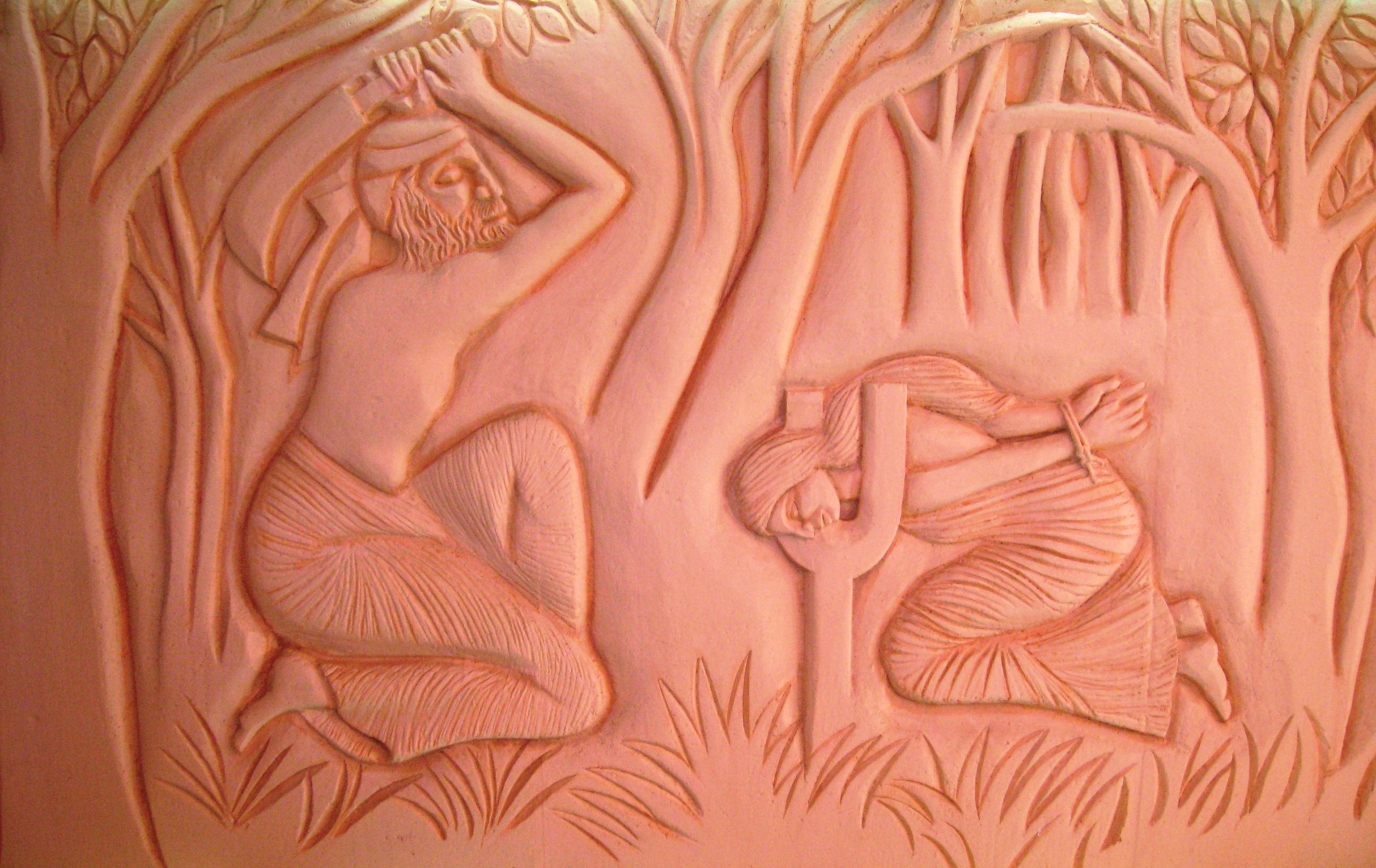
Mural sobre Valmiki-Pratibha, en Calcuta, 2010

Vālmīki-Praṭibhā (bengalí: বাল্মীকি-প্রতিভা, Balmiki Protibha, lit. El genio de Vālmīki) es una ópera en bengalí del ganador del premio Nobel de literatura Rabindranath Tagore. El libreto bengalí fue escrito por el propio Tagore, y fue basado en la leyenda de Ratnakara el Matón, que luego se convirtió en el Sabio Valmiki y compuso el Ramayana, una epopeya hindú.
Compuesta en 1881, la ópera se representó por primera vez en el Jorasanko Thakur Bari (el hogar ancestral de la familia de Tagore) el 26 de febrero de 1881. El propio Tagore desempeñó el papel de Valmiki. Se organizó frente a algunas personalidades literarias eminentes de la Bengala de la época como Bankim Chandra Chattopadhyay, Gooroodas Banerjee y Haraprasad Shastri. La primera edición de la ópera también se publicó en aquella ocasión. La segunda y última edición de la ópera se publicó el 20 de febrero de 1886.
La música de esta ópera fue una "fusión de variedades clásicas, folklóricas y europeas". La historia narra cómo Ratnakara, un jefe ladrón se convierte en un gran poeta por la gracia de Saraswati, la diosa de la sabiduría.

## Sinopsis

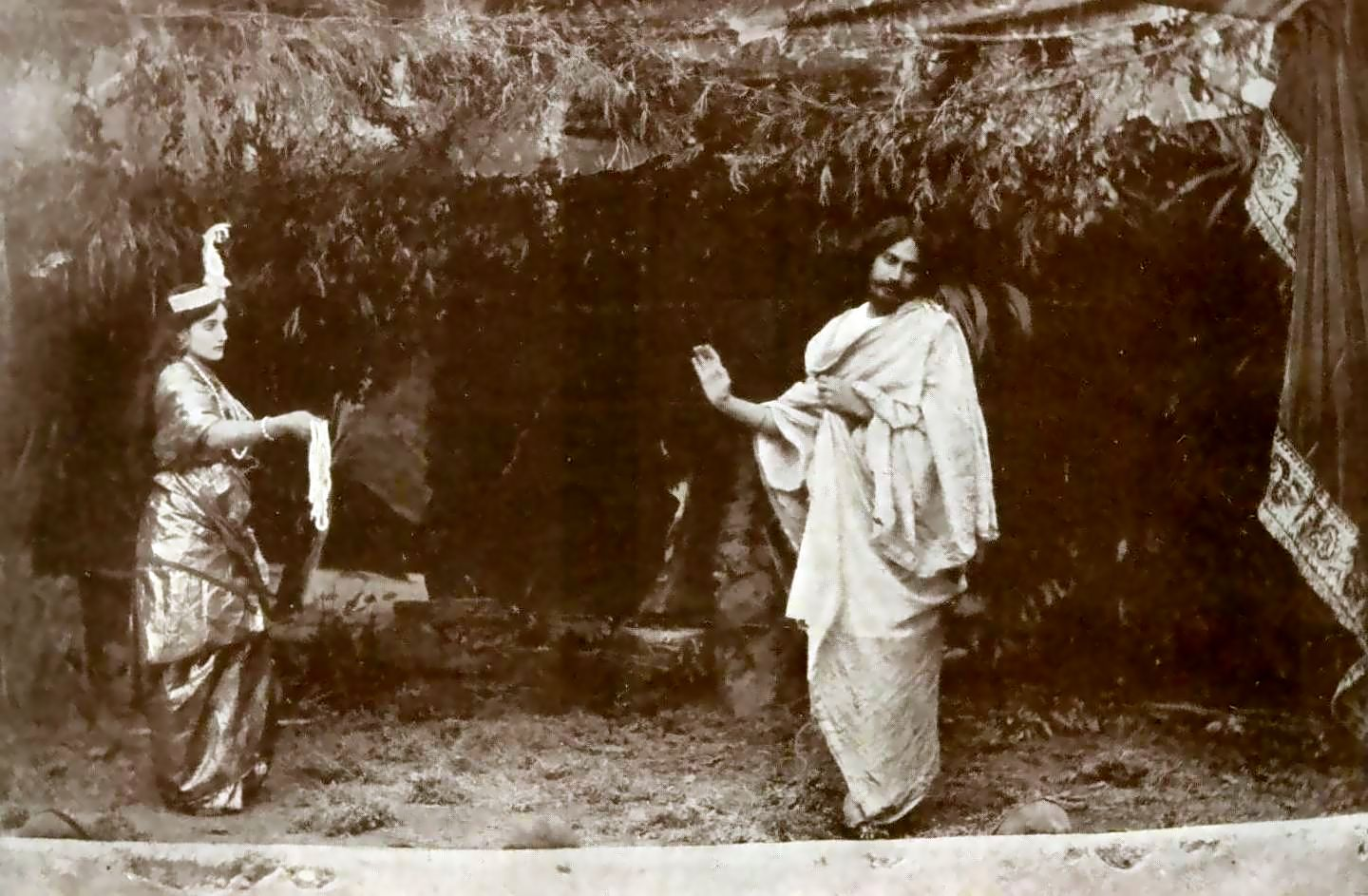
Rabindrnath Tagore (Valmiki) e Indira Devi (Lakshmi) en Vālmīki-Praṭibhā

Una noche, Valmiki, el jefe ladrón, y sus hombres capturan a una jovencita para sacrificadala ante Kali, diosa de la muerte. Cuando Valmiki se encuentra listo para decapitar a la niña, sus gritos derriten el corazón del jefe ladrón quién la libera de inmediato. Más tarde, los hombres de Valmiki descubrin que su líder ya no disfruta más del derramamiento de sangre. Considerando que esto es una vergonzosa cobardía, lo abandonan. Valmiki comienza así a vagar por el bosque.
Un día ve a un joven cazador matando a dos inocentes pájaros inseparables. Enojado, pronuncia una maldición que, curiosamente, salió en sánscrito, el lenguaje de los dioses que nunca aprendió. Valmiki ve entonces una imagen de Saraswati, la diosa de la sabiduría adorada por las ninfas del bosque. Renuncia así a Kali y comenzienza su larga búsqueda de la hermosa diosa Saraswati. Mientras tanto, Laksmi, diosa de la fortuna, se acerca para detraerlo, pero él la rechaza. Finalmente su persistencia es recompensada y Saraswati se le aparece. Resulta que la pequeña niña que él había salvado de la decapitación no era otra que la propia diosa disfrazada que derretía su corazón "pétreo". Más tarde, la diosa le ofrece su Veena a Valmiki y lo bendice con música.

## Grabaciones
- 1967, Santosh Sengupta (conductor), Hemanta Mukherjee (Valmiki), Suchitra Mitra (Saraswati), Tarun Bandyopadhyay (ladrón), Sagar Sen (ladrón), Arghya Sen (ladrón), Sumitra Sen (ninfa del bosque), Ritu Guha (Lakshmi) etc. (The Gramophone Company of India Limited, EALP 1313)[3][4]